# 大橋宗桂 (9代)
九代大橋宗桂（くだい おおはし そうけい、1744年（寛保4年） - 1799年9月13日（寛政11年8月14日））は、江戸時代の人物。日本の将棋指し。八世名人。将棋家元三家の一つである大橋本家当主。五世名人二代伊藤宗印の孫。七世名人三代伊藤宗看、贈名人初代伊藤看寿の甥。父は八代大橋宗桂。養子に十代大橋宗桂。初名は印寿。

## 経歴
伊藤家に生まれながら大橋家を継いでいた父の八代宗桂の嫡男として生まれ、宝暦5年（1755年）12歳で御城将棋に初出勤する。対戦相手は叔父の初代看寿であった。飛車香落とされの手合いで勝利する。
宝暦10年（1760年）に初代看寿、宝暦11年（1761年）に三代宗看が相次いで没すると名人位は空位となる。宝暦13年（1763年）には父の八代宗桂との、御城将棋初の親子対戦が認められている（右香落とされで敗北）。明和元年（1764年）には五段に昇段する。同年に七段に昇段した伊藤家の五代伊藤宗印や、明和2年（1765年）に初出勤した大橋分家の五代大橋宗順とは好敵手であり、当時の将軍が将棋好きの徳川家治であったこともあって、名人空位時代でありながら「御好」と呼ばれる対局が盛んに行われるなど将棋界は活気づいた。
安永3年（1774年）、父の八代宗桂が没し、家督を継ぐ。このときに宗桂の名も襲名したと思われているが、御城将棋には印寿の名のままで出勤している。『浚明院殿御実紀』にも、家治の将棋の相手の一人として「大橋印寿」の名が挙がっている。
大橋分家で安永7年（1778年）に六代大橋宗英が、伊藤家で天明4年（1784年）に六代伊藤宗看が御城将棋に初出勤するなど、他家でも世代交代が進んだ。
天明5年（1785年）には八段に昇段し、この頃から宗桂の名で御城将棋に出勤している。
天明6年（1786年）には慣例により詰将棋集『象戯図式』（将棋舞玉）を献上した（序文は林信徴）。
天明8年（1788年）、内弟子の長谷川宗銀を養子に迎えた（後の十代宗桂）。
寛政元年（1789年）に27年間空位になっていた名人位を継ぎ、当時では比較的高齢な46歳で八世を襲位した。
寛政2年（1790年）には六代大橋宗英と平香交じりで対戦し、平手戦で敗れる。この対局は御城将棋では「稀世の名局」と評されるという。
寛政9年（1797年）に最後の御城将棋に出勤。寛政11年（1799年）に死去。法名は玉応院（又は玉慶院）宗桂元奥日印。
34番を対局、さらに御好でも30番対局したとされる。天明2年（1782年）10月26日には徳川家治と平手で対戦、棋譜も存在している（『御差将棋集』所集、横歩取り4五角を後手の宗桂が採用、家治が勝利）。当時珍しかった振り飛車の美濃囲いや左美濃、相居飛車でのひねり飛車や空中戦法の原型と見られる指し方も積極的に試みている。
『将棋営中日記』には「代々名人の甲乙」として、六代宗英、三代宗看、六代宗看に次ぐ第4位に名が挙げられている。
著書に定跡書である『将棊妙手』があり、没後の1815年に開板された。養子の十代宗桂は名人位に就くことはなく文政元年（1818年）6月28日に44歳で没している。

## 大橋家文書
筆まめな人物で、大橋家文書のほとんどは同じく筆まめであった五代宗桂、十一代宗桂とこの九代宗桂の手書きの文書類で占められているという。天明2年（1782年）より五代宗印と共に「奥御用」を務めたことも明らかになっている。また、足袋の着用をたびたび願い出たり、「将棋所」を役職名として幕府に認めさせようとしてその度に拒絶されるなど、将棋指しの地位向上や待遇の改善に腐心したという。

## 登場する作品

### 漫画
- 星野泰視『宗桂 ～飛翔の譜～』（全3巻）リイド社、2019-2020年。

## 参考資料
- 有吉道夫『日本将棋大系　第7巻　九代大橋宗桂』（筑摩書房、1979年）
  - 山本亨介「人とその時代七（九代大橋宗桂）」（同書237頁所収）
- 米長邦雄『日本将棋大系　第8巻　六代大橋宗英』（筑摩書房、1979年）
  - 山本亨介「人とその時代八（六代大橋宗英）」（同書243頁所収）
- 増川宏一『碁打ち・将棋指しの江戸』（平凡社、1998年）
- 東公平『甦る江戸将棋 第20回』（『近代将棋』2006年6月号106頁）
- 茶屋軒三・西條耕一『江戸の名人 第8回』（『将棋世界』2011年10月号130頁）